# Maria Paola Turcutto
Maria Paola Turcutto (Roma, 2 de enero de 1965) es una deportista italiana que compitió en ciclismo de montaña en la disciplina de campo a través. Ganó una medalla de bronce en el Campeonato Mundial de Ciclismo de Montaña de 1996 y una medalla de bronce en el Campeonato Europeo de Ciclismo de Montaña de 1994.

## Palmarés internacional
| Campeonato Mundial | Campeonato Mundial | Campeonato Mundial | Campeonato Mundial |
| Año                | Lugar              | Medalla            | Competición        |
| ------------------ | ------------------ | ------------------ | ------------------ |
| 1996               | Cairns (Australia) | Medalla de bronce  | Campo a través     |
| Campeonato Europeo |                    |                    |                    |
| Año                | Lugar              | Medalla            | Competición        |
| 1994               | Métabief (Francia) | Medalla de bronce  | Campo a través     |